# Grande Anse (zatoka na północ od Cape St. Marys)
Grande Anse – zatoka (ang. cove, fr. anse) w kanadyjskiej prowincji Nowa Szkocja, w hrabstwie Digby, na północ od przylądka Cape St. Marys; nazwa urzędowo zatwierdzona 22 stycznia 1975.